# Dariyabad
Dariyabad es un pueblo y nagar Panchayat situado en el distrito de Barabanki en el estado de Uttar Pradesh (India). Su población es de 18338 habitantes (2011). 

## Demografía
Según el censo de 2001 la población de Dariyabad era de 15681 habitantes, de los cuales el 52% eran hombres y el 48% eran mujeres. Dariyabad tiene una tasa media de alfabetización del 67%, superior a la media nacional del 59,5%: la alfabetización masculina es del 74%, y la alfabetización femenina del 61%.